# NORCECA Champions Cup maschile
La NORCECA Champions Cup maschile è una competizione sportiva continentale a cadenza quadriennale organizzata dalla North, Central America and Caribbean Volleyball Confederation (NORCECA), la federazione nord e centro americana della pallavolo.

## Edizioni
| Edizione      | Edizione      |  | Podio    | Podio       | Podio  |
| Anno          | Organizzatore |  | Campione | Seconda     | Terza  |
| ------------- | ------------- |  | -------- | ----------- | ------ |
| 2015 Dettagli | Stati Uniti   |  | Canada   | Stati Uniti | Cuba   |
| 2019 Dettagli | Stati Uniti   |  | Cuba     | Stati Uniti | Canada |

## Medagliere
| Pos. | Squadra     | 1º posto | 2º posto | 3º posto | Totale |
| ---- | ----------- | -------- | -------- | -------- | ------ |
| 1    | Cuba        | 1        | -        | 1        | 2      |
| 1    | Canada      | 1        | -        | 1        | 2      |
| 3    | Stati Uniti | -        | 2        | -        | 2      |